# Liśnik Duży
Liśnik Duży – wieś w Polsce położona w województwie lubelskim, w powiecie kraśnickim, w gminie Gościeradów.
Miejsce urodzenia, zamieszkiwania i śmierci poety renesansowego Erazma Otwinowskiego (1529-1614).
W latach 1954–1968 wieś należała i była siedzibą władz gromady Liśnik Duży, po jej zniesieniu w gromadzie Gościeradów. W latach 1975–1998 miejscowość administracyjnie należała do województwa tarnobrzeskiego.
Wieś stanowi sołectwo gminy Gościeradów. Według Narodowego Spisu Powszechnego (2011) wieś liczyła 575 mieszkańców.
W Liśniku Dużym działa Szkoła Podstawowa im. Janiny Wierzchowskiej.

## Historia
Liśnik  Duży, wieś w powiecie janowskim guberni lubelskiej, gminie i parafii Gościeradów, obecnie jak podaje  Słownik geograficzny Królestwa Polskiego z roku 1884 wcielona do rozległych dóbr gościeradowskich. Osad włościańskich posiadał 68, domów 73, mieszkańców 547 z  ziemią włościańską mórg 614, oraz folwarkiem 400 mórg a na nim domów 2, budynków 4. Cegielnia dworska Liśnik leży przy drodze bitej z Kraśnika do Annopola, nad Tuczynem, który w Liśniku przyjmuje  Zimnowodę i pod Janiszowem wpada do Wisły.
Grunta gliniaste lecz urodzajne, łąki dobre, rybny staw rzeczny. Liśnik jest osadą starożytną, dawniej zwany  Leśnik i w XVI wieku do Otwinowskich należący. Ślad tego znajduje się w opisie poselstwa i podróży Erazma Otwinowskiego do Konstantynopola w roku 1557 odbytej. Powracający z podróży poseł rzeczypospolitej wracał przez Bełz, Skokówkę i Turobin do Liśnika gdzie, zastawszy panią matkę „z łaski Bożej dobrze zdrową”, odpoczywał w domu i przyjaciółmi po tej na owe czasy bardzo uciążliwej i niebezpiecznej podróży.
Według spisu z roku 1827 było tu 43 domy zamieszkałe przez 282 mieszkańców.

## Urodzeni w Liśniku Dużym
- Erazm Otwinowski – poeta renesansowy, działacz reformacyjny (kalwiński i ariański).
- Bolesław Kowalski – pułkownik Wojska Polskiego, uczestnik II wojny światowej[10][11][12][11].